# Полль, Хайнц
Хайнц Полль (нем. Heinz Poll; 18 марта 1926, Оберхаузен — 30 апреля 2006, Кливленд-Хайтс) — немецкий и американский артист балета и хореограф.
С юных лет занимался катанием на коньках. В 1943 году был призван на службу в военный флот, после учёбы на острове Рюген проходил службу в оккупированном Таллине. По окончании Второй мировой войны поступил в 1946 году в Школу искусств Фолькванг, чтобы учиться актёрскому мастерству, но ввиду отсутствия преподавателей оказался в балетном классе.
На рубеже 1940—1950-х гг. начал выступать сперва в Гёттингене, затем в балете Немецкой государственной оперы в Восточном Берлине, но, не желая подчиняться коммунистической идеологии, в 1951 году покинул Германию и оказался в Чили, где на протяжении 10 лет был солистом Национального балета. Затем в 1962—1964 гг. работал как танцор и балетмейстер в балетной труппе «Музыкальной молодёжи Франции» под руководством Пьера Лакотта; во Франции, помимо собственных постановок и постановок Лакотта, танцевал в «Свадебке» Игоря Стравинского (хореография Юрия Скибина).
В 1965 году с гастрольной труппой оказался в США, где провёл всю оставшуюся жизнь. В 1966 году выступал на Американском фестивале танца. Возглавил класс балета в Акронском университете. В 1968 году вместе со своим возлюбленным, художником по свету Томасом Скелтоном основал в Акроне Камерный балет, с 1974 года преобразованный в профессиональный коллектив Балет Огайо (англ. Ohio Ballet), которым Полль руководил до 1999 года. Поставил со своей труппой около 60 спектаклей, по большей части уклоняясь от классического и стандартного репертуара. Иногда работал с джазовой музыкой (Бенни Гудмен, Майлз Дэвис), иногда с современными академическими композиторами, но чаще обращался к музыке XIX века, сталкивая её с современными сюжетами, сколь угодно драматическими — в частности, посвящённый Холокосту балет «Песни без слов» (англ. Songs Without Words; 1982) был поставлен на музыку одноимённой серии фортепианных пьес Феликса Мендельсона.